# Сърбия и Албания
„Сърбия и Албания или един принос към критиката на сръбската завоевателна политика на сръбската буржоазия“ е книга от Димитрие Туцович (1881 – 1914), в която авторът критикува сръбската политика към завладяването на Албания и „престъпленията“ извършени срещу етнически албанци по време на Балканските войни.
„Сърбия и Албания“ излиза през 1914 г. в навечерието на избухването на Първата световна война и след изтеглянето на сръбската армия от Албания под австро-унгарски ултиматум по време на Албанската криза. През ноември същата година Димитрие Туцович загива като сръбски войник в Първата световна война.
Книгата по времето на Кралство Югославия е игнорирана и подложена на критика.  След Втората световна война в Югославия се разгаря въпросът за преиздаването на тази книга и съответно за повторната ѝ преценка от критиката. Основно в книгата се критикува завоевателната външна политика на Кралство Сърбия от Никола Пашич към Косово и Албания, с акцент и упрек върху обстоятелството, че по този начин се пренебрегва и занемарява сръбската външна политика на кралство Сърбия насочена към Босна и Херцеговина.